# François Ricard
Pour les articles homonymes, voir Ricard (homonymie).
François Ricard est un essayiste québécois, né à Shawinigan le 4 juin 1947 et mort à Montréal le 17 février 2022,.

## Biographie
Après l'obtention d’une maîtrise à l'université McGill, François Ricard s'inscrit en doctorat à l'université d'Aix-en-Provence, diplôme qu'il obtient en 1971.
Il enseigne les littératures française et québécoise à l'université McGill depuis les années 1980 jusqu'à sa retraite en 2010. 
Il a publié nombre d'essais, dont le plus célèbre, La Génération lyrique (1992), a été cité dans L'Actualité comme étant un des « 35 livres qu'il faut lire pour comprendre le Québec ». 
En 1983, Ricard se joint à l'équipe des éditions du Boréal Express, qui deviennent en 1987 les éditions du Boréal, dont il fait encore partie en 2010 en tant que membre du comité éditorial. Spécialiste de Gabrielle Roy, il a contribué à la réédition de ses œuvres.
Dans la francophonie, il est surtout connu comme étant le principal rédacteur des postfaces des œuvres de Milan Kundera,.

## Publications
- L'Art de Félix-Antoine Savard dans « Menaud, maître-draveur », 1972
- Gabrielle Roy, 1972
- Une liaison parisienne, 1980
- Le Prince et la Ténèbre, 1980
- L'Incroyable Odyssée, 1981
- La Littérature contre elle-même, 1985
- Guide de la littérature québécoise, 1988
- La Génération lyrique. Essai sur la vie et l'œuvre des premiers-nés du baby-boom, Québec, Éditions du Boréal, 1992
- René Richard : 1895-1982, 1993
- Gabrielle Roy : Une vie, 1996
- Le temps qui m'a manqué, 1997
- Le Pays de Bonheur d'occasion et autres récits autobiographiques épars et inédits
- Introduction à l'œuvre de Gabrielle Roy : 1945-1975, 2001
- Le Dernier Après-midi d'Agnès. Essai sur l'œuvre de Milan Kundera, Paris, Gallimard, coll. « Arcades », 2003
- Chroniques d'un temps loufoque, 2005
- Mœurs de province, Montréal, Boréal, coll. « Papiers collés », 2014
- La Littérature malgré tout, Boréal, coll. « Papiers collés », 2018
- Le Roman de la dévastation. Variations sur l'œuvre de Milan Kundera, Paris, Gallimard, coll. « Arcades », 2020  (ISBN 978-2072897740)

### Comme éditeur
- Honoré Beaugrand, La Chasse-galerie et autres récits, Montréal, Presses de l'Université de Montréal, coll. « Bibliothèque du nouveau monde », 1989
- Gabrielle Roy, Mon cher grand fou, 2001

### Articles et chapitres d’ouvrages (sélection)
- « L’écriture libérée de la littérature », Études françaises, vol. 29, no 2,‎ automne 1993, p. 127-136 (lire en ligne)
- « Sur une idée de Léon Gérin ou de la littérature comme frivolité », Études françaises, vol. 27, no 3,‎ hiver 1991, p. 73-89 (lire en ligne)
- « La biographie de Gabrielle Roy : problèmes et hypothèses », Voix et Images, vol. 14, no 3,‎ printemps 1989, p. 453-460 (lire en ligne)
- « Le recueil », Études françaises, vol. 12, nos 1-2,‎ avril 1976, p. 113-133 (lire en ligne)

## Honneurs et distinctions
- 1985 - Prix du Gouverneur général
- 1988 - Bourse Killam du Conseil des Arts du Canada
- 1989 - Membre de la Société royale du Canada
- 1997 - Prix Jean-Éthier-Blais[6]
- 1997 - Chevalier de l'Ordre national du Québec
- 1997 - Prix du Gouverneur général
- 1999 - Prix Maxime-Raymond
- 1999 - Prix Drainie-Taylor[7]
- 2001 - Grande médaille de la francophonie de l'Académie française pour l'ensemble de ses travaux
- 2003 - Prix du Gouverneur général
- 2005 - Prix Acfas André-Laurendeau[8]
- 2009 - Prix Killam
- 2011 - Médaille de l'Académie des lettres du Québec
- 2019 - Prix Athanase-David
- 2019 - Prix Adagio